# Arg, Kabul
Arg (paštunsko ارګ; darijsko ارگ; 'citadela') je predsedniška palača Afganistana, ki stoji v Kabulu. Od leta 2021, ko so talibani odpravili afganistansko predsedstvo, služi kot kraj srečanja afganistanskega kabineta. Palača leži na 34 hektarjih v okrožju 2, med Deh Afghanan in bogato sosesko Vazir Akbar Kan; v zgodovini so jo uporabljali številni voditelji afganistanskih držav, od Abdurja Rahmana Kana (ki je postavil njene temelje) do Ašrafa Ganija.
Zgrajena je bila po uničenju Bala Hissar leta 1880.

## Zgodovina
Temelje Arga je postavil emir Abdur Rahman Kan leta 1880 po prevzemu prestola. Zasnovan je bil kot grad z vodo napolnjenim jarkom okoli njega. Abdur Rahman Kan ga je poimenoval Arg-e-Šahi (Kraljeva trdnjava) in je med drugimi stavbami vključeval rezidenco za njegovo družino, vojašnico afganistanske vojske in državno zakladnico. Pred tem je Bala Hissar služila kot citadela ali sedež emirjev, dokler je ni uničil polk mejnih sil med drugo anglo-afganistansko vojno (1878–1880).
Palača Arg je služila kot kraljeva in predsedniška palača za vse kralje in predsednike Afganistana. Hafizulah Amin je uporabljal tudi palačo Tajbeg kot rezidenco za svojo družino. Doživljal je spremembe in revitalizacije pod različnimi vladarji. Med revolucijo Saur leta 1978 so Mohameda Daouda Kana in njegovo družino ubili člani Ljudske demokratične stranke Afganistana (PDPA) znotraj Arga. 15. avgusta 2021, po talibanski ofenzivi leta 2021 in skorajšnjem zavzetju prestolnice, so talibani zasedli Arg, potem ko je predsednik Ašraf Gani pobegnil iz države, domnevno zaradi miru in da bi se izognili prelivanju krvi. Talibani od takrat uporabljajo Arg za sestanke afganistanskega kabineta, razen tistih, ki jim predseduje vrhovni voditelj in ki potekajo v Kandaharju.

## Opis
Arg (do 15. avgusta 2021) je sestavljalo naslednje:
- Gul Kana, ki je služila kot urad za predsednika Ashrafa Ghanija in predsednikov urad za protokol
- Urad vodje predsednikovega kabineta
- Stavba svetovalca za nacionalno varnost; in urade tiskovnega predstavnika predsednika
- Uradi za afganistanske nacionalne varnostne sile (ANSF)
- Stavba za upravni urad predsednika
- Različne stavbe za sprejem delegacij ali gostovanje velikih srečanj

## Galerija
- Obrambni minister Združenih držav Lloyd Austin v palači 21. marca 2021
- Nato in afganistanski uradniki leta 2020
- Afganistanski predsednik Ashraf Ghani z Johnom Kerryjem
- Ameriški predsednik Barack Obama in afganistanski predsednik Hamid Karzai med podpisom ameriško-afganistanskega strateškega sporazuma maja 2012
- Ameriški obrambni minister Robert M. Gates in Karzai med nagovorom mednarodnih medijev leta 2011
- Karzai in Robert Gates leta 2010
- Vhod v Arg leta 1965
- Palača, ko je bila prvič zgrajena v 1890-ih, med vladavino Amirja Abdurja Rahmana Kana